# Museu Victor Meirelles
O Museu Victor Meirelles é um museu brasileiro dedicado principalmente à preservação da memória e da obra de Victor Meirelles de Lima, um dos mais importantes pintores do Romantismo brasileiro. Está localizado na cidade de Florianópolis, no estado de Santa Catarina, montado na casa que pertenceu ao pintor, no centro da cidade. É uma instituição vinculada ao Instituto Brasileiro de Museus, tendo sido inaugurado em 15 de novembro de 1952.

## Histórico
A criação do Museu Victor Meirelles se inseriu num programa desenvolvido pelo antigo SPHAN, precursor do IPHAN, para criar diversos museus regionais pelo Brasil afora. A casa onde nascera o artista estava na década de 1940 ameaçada de demolição, e este foi um fator desencadeante em todo o processo, embora a ideia já existisse desde anos antes. Em 22 de fevereiro de 1946 o presidente Eurico Gaspar Dutra autorizou a União a comprar o imóvel, que em 1950 seria tombado como patrimônio nacional. Alfredo Teodoro Rusins foi o encarregado das negociações com o poder público, que desejava a demolição para alargar a rua fronteiriça, e com o proprietário, Nicolau Camariére.

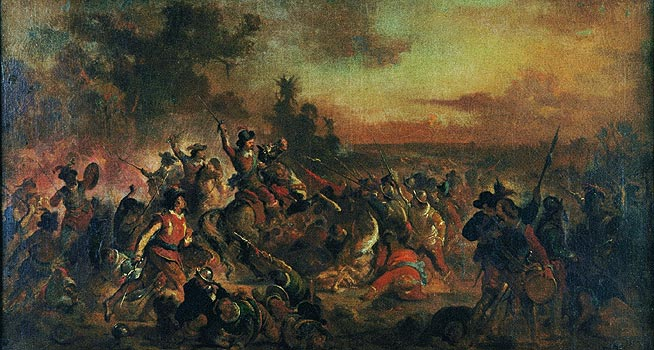
Estudo para A Batalha dos Guararapes, c. 1874-78.

Ao mesmo tempo em que se procurava com o tombamento e recuperação da casa preservar o legado do insigne pintor, houve a preocupação de se formar um museu através de aquisições de acervo no mercado de arte ou mesmo, como foi aventado, de transferências de peças de instituições como o Museu Nacional de Belas Artes, que possui um bom número de composições de sua autoria.

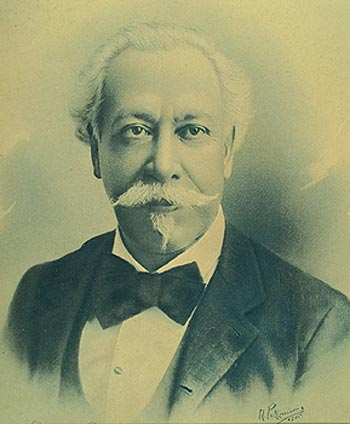
Fotografia de Victor Meirelles em 1915, por A. Pelliciari.

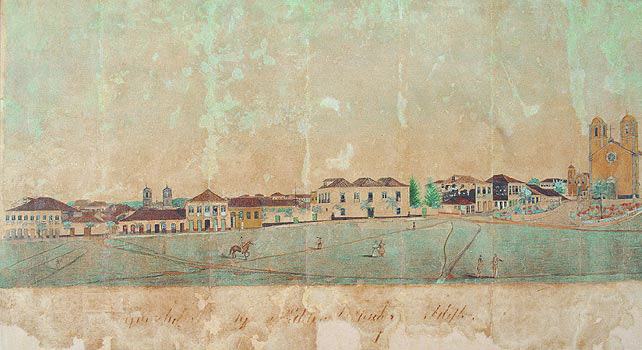
Vista do Desterro, atual Florianópolis, c. 1846.

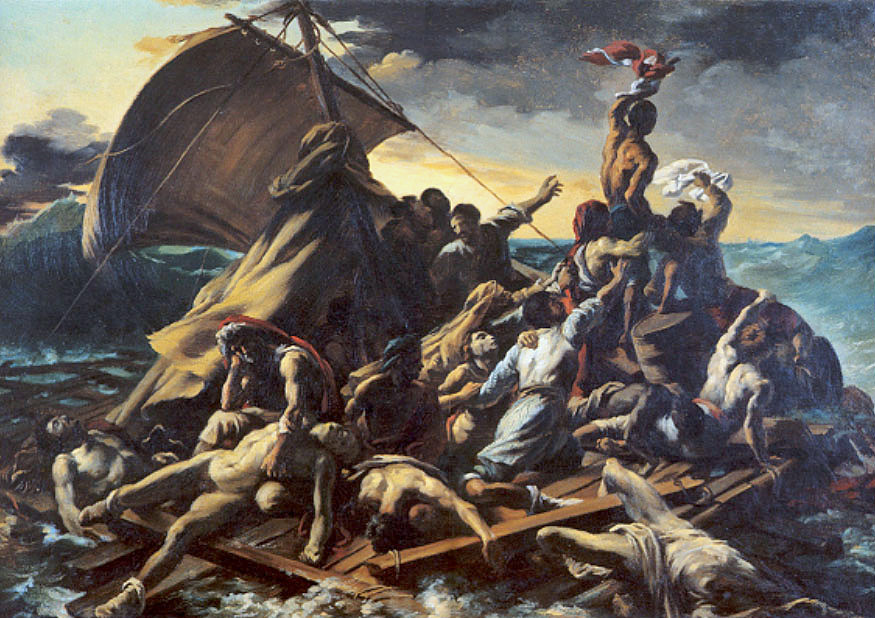
Cópia de O Naufrágio da Medusa, de Théodore Géricault, c. 1857-58.

Na época o estado da construção não era crítico, mas as reformas eram inevitáveis, depois de muitos anos de abandono. Trata-se de um pequeno sobrado típico da arquitetura civil luso-brasileira do século XVIII, com um pavimento térreo dedicado ao comércio e o superior à residência, e permanece como um dos poucos exemplares em seu gênero na capital catarinense.
As reformas foram supervisionadas por Georges Simoni, e Rodrigo Melo Franco ficou responsável pela reunião do núcleo inicial do acervo. Para isso ele fez uma petição ao diretor do Museu Nacional de Belas Artes, no Rio, que foi atendida com a doação de 21 obras do pintor, entre pinturas, desenhos e aquarelas, que foram consideradas representativas de sua trajetória, sem que sua transferência comprometesse a coleção do museu de origem.
Neste grupo de obras se contavam as telas A Morta, Cabeça de Velho, Estudo para Batalha dos Guararapes: Felipe Camarão, Estudo para Batalha dos Guararapes: Soldado Holandês, Estudos de Capacete, Estudo de Traje e a paisagem Barranco, que foram despachadas para Santa Catarina em abril de 1952. Entrementes, Rusins se esforçava para coletar mais peças em outros locais, tanto instituições como coleções particulares. Doações espontâneas também contribuíram para o enriquecimento deste núcleo inicial, e outras obras chegaram em empréstimo, como os dois grandes retratos imperiais da coleção do MASP. Formado o conjunto necessário para o funcionamento inicial da casa, a inauguração ocorreu em 15 de novembro de 1952, sendo amplamente divulgada pela imprensa nacional.
Na década seguinte, a casa passou por reformas de manutenção, e outras peças foram incorporadas em comodato do Museu Nacional. Outra intervenção no prédio aconteceu entre 1969 e 1974, período em que o museu permaneceu fechado para o público. Nesta época uma doação da família do almirante Lucas Boiteaux trouxe para o acervo mais uma aquarela e seis desenhos do autor, dois retratos de Meirelles feitos por outros artistas, e uma coleção documental. Durante a reforma as peças estiveram depositadas no Museu de Arte de Santa Catarina, de onde saíram para restauro e retornaram à sua casa.
Uma visita de Aracy Amaral deu o impulso para a criação de um centro de documentação e a uma nova concepção do museu como centro de cultura em maior contato com a população, embora só pudessem ser plenamente implantados na década de 1990. Antes, sem condições ideais de conservação, o acervo sofreu alguma degradação, e a casa foi novamente fechada em 1982 para reformas para controle da umidade. Depois da reabertura outras peças provenientes do MNBA em 1986 acrescentaram ao acervo oito aquarelas, oito desenhos e treze óleos: o Cristo sobre as Ondas, O Naufrágio da Medusa (cópia de Théodore Géricault), Mulheres Suliotas, Retrato de Senhora com Traje de 1870, Cabeça de Homem, Casamento da Princesa Isabel, Cabeça de Mulher, Estudo de Traje Feminino, Estudo de Traje Masculino e A degolação de São João Batista.

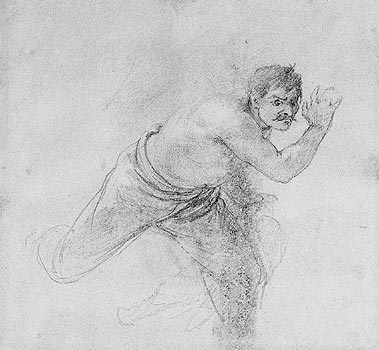
Estudo para O combate naval do Riachuelo, c. 1871-72.

Os constantes problemas estruturais do sobrado, que dificultavam a conservação do acervo, deram origem ao Projeto Victor Meirelles, com uma proposta de reformulação completa dos espaços físicos e do conceito da instituição. Para sua implementação a casa foi fechada e o acervo transferido para o Museu Histórico de Santa Catarina, lá permanecendo até que as reformas fossem concluídas e o museu reaberto, em 18 de agosto de 1994. O Projeto modernizou todos os equipamentos expositivos e salas técnicas, e a museografia foi completamente reestudada, criando-se também um espaço para exposições temporárias de outros artistas. O Projeto incluiu ainda uma reorganização urbanística do entorno, com o fechamento da rua defronte e a criação de um largo cultural, e a incorporação de um andar de um edifício vizinho como anexo.
Depois de sua reinauguração, o perfil de atuação do museu se modificou, e ele já não é mais apenas um museu, mas um centro cultural, científico e educativo, com vários projetos voltados para o público e para a rede de ensino, exposições itinerantes, exposições de convidados, cursos de formação profissional e de educação patrimonial, além de oferecer atividades de música, teatro, dança, literatura e cinema. Recentemente o IPHAN solicitou ao governo do estado a cessão de todo o edifício do anexo, e o museu ganhou o Projeto de Reabilitação, Ampliação e Revitalização do Largo Victor Meirelles, para readequação do urbanismo nas áreas adjacentes.
A Biblioteca Alcídio Mafra de Souza, com mais de 600 volumes, é especializada na área de arte, museologia e conservação, e permanece aberta para o público em geral. O Museu Victor Meirelles também edita uma revista, Um Ponto e Outro , para entrevistas, ensaios, textos críticos e depoimentos.

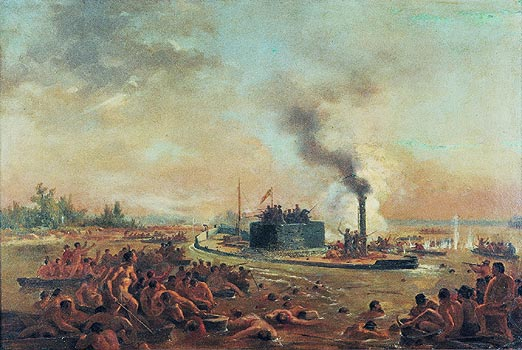
Estudo para A passagem de Humaitá, c. 1868-70.

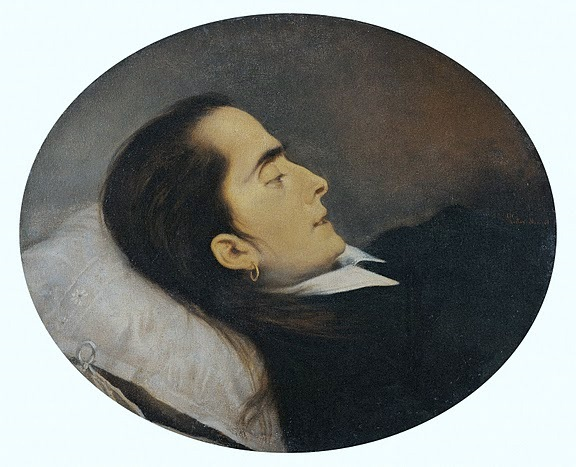
A morta, sd.

## Acervo
O núcleo principal do museu é, naturalmente, a coleção de peças criadas por Victor Meirelles. Nela existem pinturas, estudos, desenhos e aquarelas de várias fases de sua carreira, desde obras iniciais como as paisagens da antiga Vila do Desterro, hoje Florianópolis, passando por aquarelas de trajes italianos realizadas na Itália, envios de peças enquanto bolsista na Europa, como a cópia do Naufrágio da Medusa, de Géricault e A degolação de São João Batista, e estudos para obras célebres como A Primeira Missa no Brasil, A Batalha de Guararapes e A Passagem de Humaitá.
As aquisições mais recentes, de 2004, são um estudo de mãos para A Primeira Missa no Brasil, doado pela Associação Victor Meirelles, e duas aquarelas realizadas na Itália, adquiridas pela 11ª Superintendência Regional do IPHAN.
Além deste núcleo o museu está formando uma coleção de obras contemporâneas de artistas de projeção nacional que ali realizam exposições temporárias, como Fernando Lindote, Sérgio Ferro, Amílcar de Castro, Alex Gama, Carlos Asp e Dudi Maia Rosa.
Você pode encontrar parte do acervo na web disponibilizado via ferramenta Tainacan.